# چرخ‌ریسک ابروسفید
چرخ‌ریسک ابروسفید (نام علمی: Poecile superciliosus)، در گذشته Parus superciliosus) گونه‌ای از پرندگان خانواده چرخ‌ریسکان است و بوم‌زاد جنگل‌های کوهستانی مرکزی چین و تبت است.
مطالعات تبارزایی مولکولی نشان داده‌است که چرخ‌ریسک ابروسفید خواهر چرخ‌ریسک سرسیاه (Poecile lugubris) است.